# آب‌چکان کریمه‌ای
آب‌چکان کریمه‌ای، آب‌چکان بینابین (نام علمی: Oenanthe silaifolia) نام یک گونه از سرده آب‌چکان است. جنس یا سردهٔ آب‌چکان در ایران ۳ گونه گیاه آبزی دارد که معمولاً در برکه‌ها و آبگیرهای مناطق شمالی و غرب کشور می‌رویند. آب‌چکان کریمه‌ای یکی از ۳ گونهٔ موجود در ایران است.

## نگارخانه

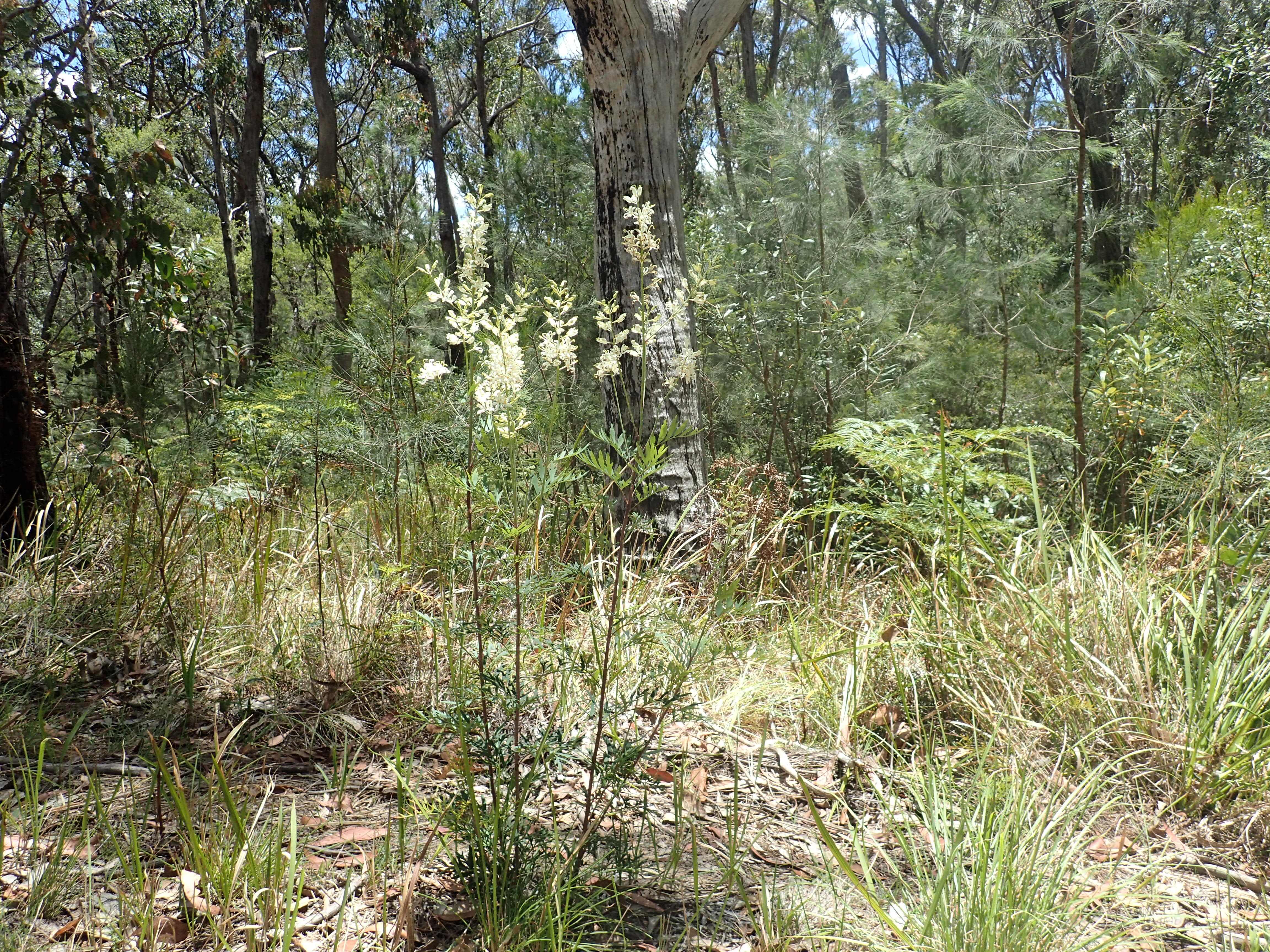
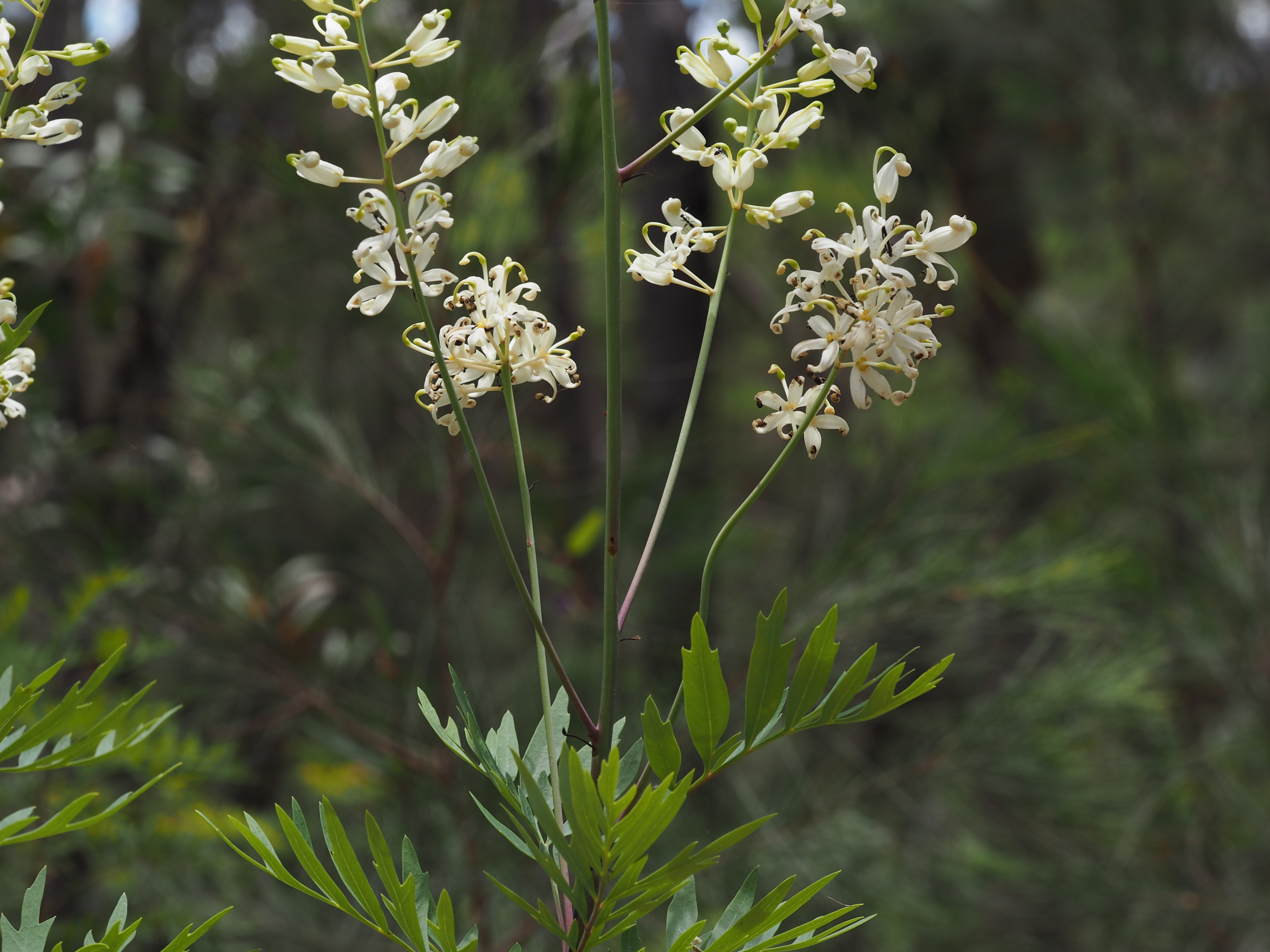
L. silaifolia
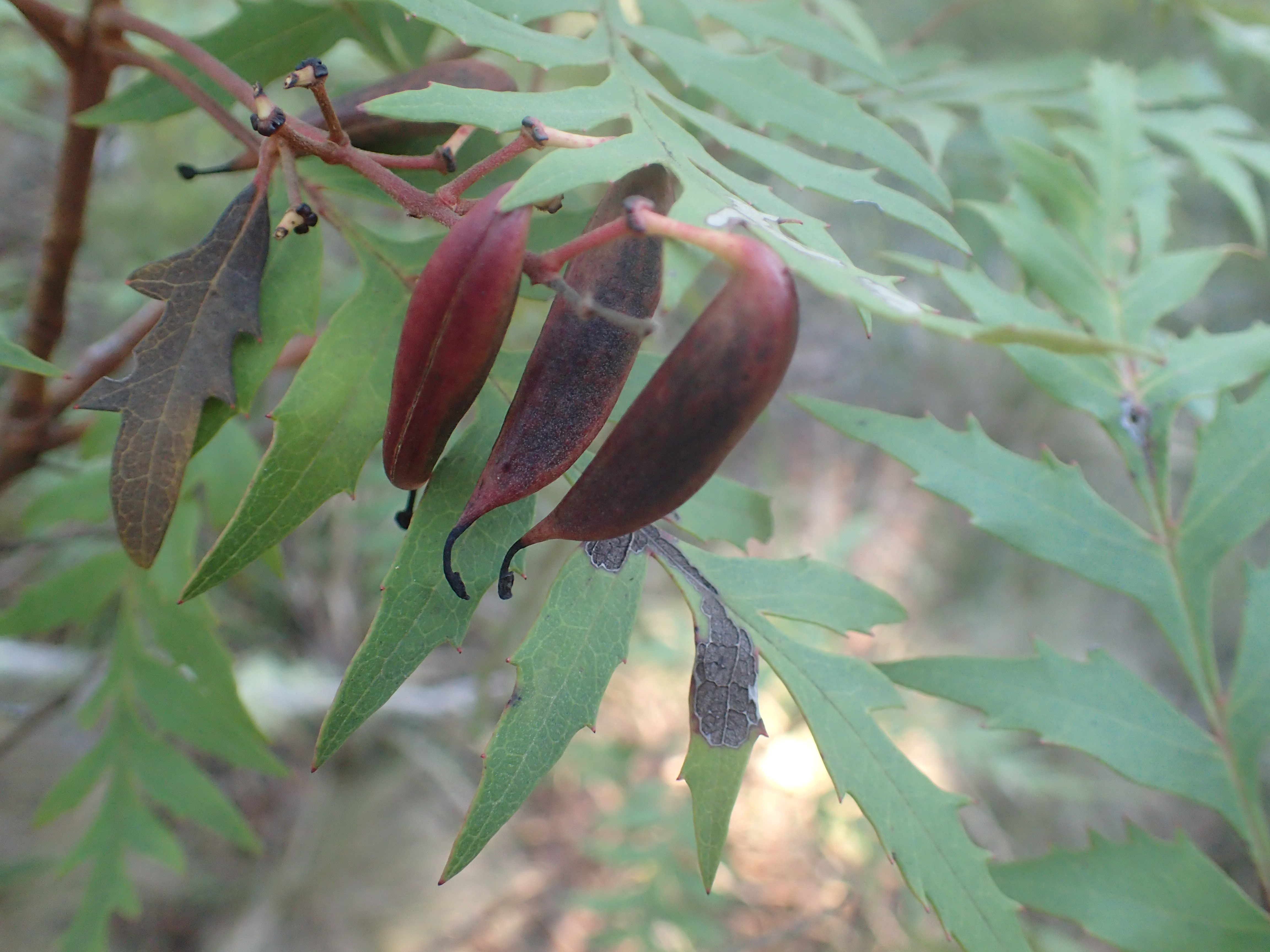